# Eumelea semirosea
Eumelea semirosea là một loài bướm đêm trong họ Geometridae.